# Gymnopleurus miliaris
Gymnopleurus miliaris är en skalbaggsart som beskrevs av Fabricius 1775. Gymnopleurus miliaris ingår i släktet Gymnopleurus och familjen bladhorningar. Inga underarter finns listade i Catalogue of Life.